# Henri Rapine
 (juin 2013).
Si vous disposez d'ouvrages ou d'articles de référence ou si vous connaissez des sites web de qualité traitant du thème abordé ici, merci de compléter l'article en donnant les références utiles à sa vérifiabilité et en les liant à la section « Notes et références ».
Henri Léon Rapine, né le 25 septembre 1853 au Vaudoué et mort le 20 mars 1935 à Paris, est un architecte en chef des Monuments historiques.

## Biographie
Henri Rapine commence ses études au petit séminaire de La Chapelle-Saint-Mesmin, près d'Orléans. Il étudie ensuite à l'École nationale supérieure des beaux-arts de Paris et a comme maîtres Julien Guadet et Charles Laisné. 
Il participe aux salons en 1881, 1883, 1885, 1886. En 1887, il est nommé architecte diocésain pour la Dordogne, le Lot-et-Garonne et la Gironde. Il œuvre, toujours en tant qu'architecte diocésain à Perpignan en 1887, à Quimper en 1892 et à Clermont-Ferrand en 1904.
En 1905, son cabinet est situé au 11 rue du Montparnasse, Paris VIe.

## Œuvre
Au cours de sa carrière d'architecte diocésain, Henri Rapine est davantage sollicité dans le cadre de travaux de restauration que comme bâtisseur. Il intervient aussi pour la restauration de châteaux et d'un hôtel de ville. Il est notamment le restaurateur de l'église de Grand-Brassac et du cloître de Cadouin en Dordogne. Il réalise les cheminées au château de Cadillac en Gironde et le grand salon du château de Lamothe à Calvinet (Cantal), ainsi que la restauration de l'hôtel de ville de Libourne du XVe siècle. Une autre de ses principales réalisation est celle de la restauration de l'église de Saint-Avit-Sénieur en Dordogne en 1883. En 1899, il est l'un des architectes diocésains auteurs de l'agrandissement de la chapelle du petit séminaire de La Chapelle-Saint-Mesmin.
En 1893, il assure la restauration du château du Lude chez l'artiste Maurice Bastide du Lude.
Henri Rapine est l'architecte des édifices suivants :
- [Quand ?] une maisonnée, une salle d'œuvres et une chapelle pour les Auxiliatrices des âmes du Purgatoire[réf. nécessaire] bâties aux pieds de la basilique du Sacré-Cœur de Montmartre (Paris XVIIIe) à la demande d'Alexandre Legentil (1821-1889), l'un des instigateurs de la construction de la basilique ;
- de 1895 à 1896 : la Chapelle Notre-Dame-d'Espérance, 31, rue Dombasle (Paris XVe) pour les sœurs franciscaines missionnaires de Notre-Dame ;
- de 1903 à 1905 : l'église de Vienne-en-Val dans le Val de Loire.